# Rue Carolus-Duran
La rue Carolus-Duran est une voie du 19e arrondissement de Paris, en France.

## Situation et accès
La rue Carolus-Duran est une voie publique située dans le 19e arrondissement de Paris. Elle débute au 4 bis, rue de l'Orme et se termine au 143, rue Haxo. 

## Origine du nom
Elle porte le nom du peintre français Charles Émile Auguste Durand dit Carolus-Duran (1837-1917). 

## Historique
Cette voie fut ouverte en 1928 sous le nom de «  rue Nouvelle-Haxo » a pris sa dénomination en 1929 et a été classée dans la voirie parisienne par un arrêté du 6 janvier 1966.